# والیتوو (شهرستان خایبولینسکی، باشقیرستان)
والیتوو (انگلیسی: Valitovo, Khaybullinsky District, Republic of Bashkortostan) یک شهرک در شهرستان خایبولینسکی استان باشقیرستان کشور روسیه است.